# Gelis columbianus
Gelis columbianus là một loài tò vò trong họ Ichneumonidae.